# Criogenina
La criogenina, también conocida como vertina o (10α)-4,5-dimetoxi-2-hidroxilitran-12-ona, es un alcaloide bifenilquinolizidina lactona que se encuentra en las plantas Heimia salicifolia y Heimia myrtifolia. El compuesto no tiene propiedades psicoactivas en los seres humanos hasta dosis de 310 mg, pero ha demostrado una actividad antiinflamatoria similar a la aspirina.
La base libre se funde a 250-251 Cº y es soluble en disolventes orgánicos moderadamente polares tales como el cloroformo, cloruro de metileno, benceno y metanol , pero es insoluble en agua y éter de petróleo.
En el revelado de placas de cromatografía de capa fina con una pulverización de p-nitroanilina diazotizada, la criogenina produce una mancha púrpura (como lo hace la sinicuichina , otro alcaloide bifenilquinolizidina lactona que se encuentra en las especies de Heimia). 